# Estação Avenida de la Paz

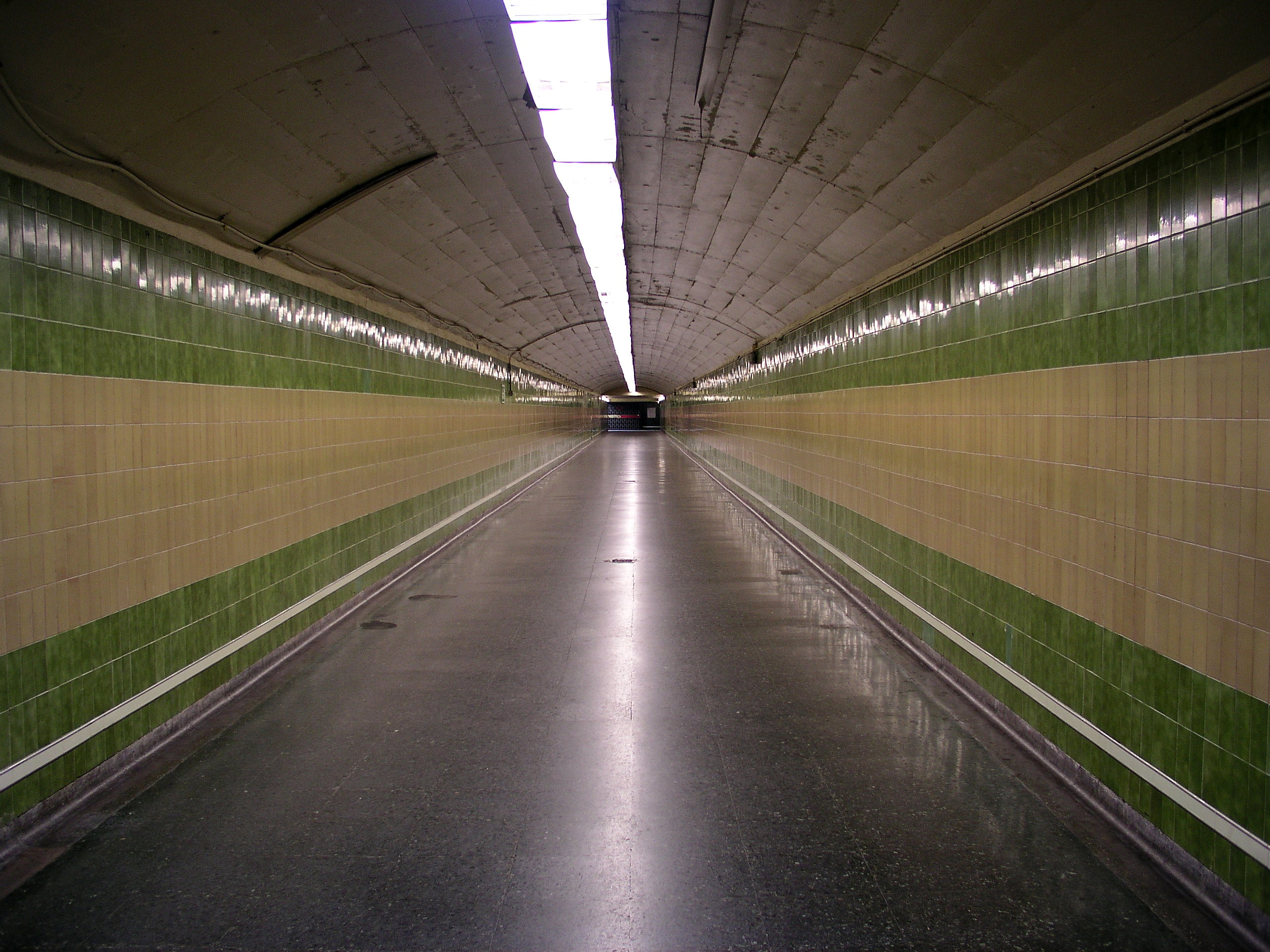
Corredor de acesso de passageiros à Estação(2004).

Avenida de la Paz é uma estação da Linha 4 do Metro de Madrid.

## História
A estação entrou em funcionamento em 4 de janeiro de 1979.